# Pierre Puvis de Chavannes
Pierre-Cécile Puvis de Chavannes (Lione, 14 dicembre 1824 – Parigi, 24 ottobre 1898) è stato un pittore francese. Appartenne alla corrente simbolista e fu l'ultimo esponente della Scuola di Lione. È considerato uno dei maggiori rappresentanti della pittura francese del XIX secolo.

## Biografia

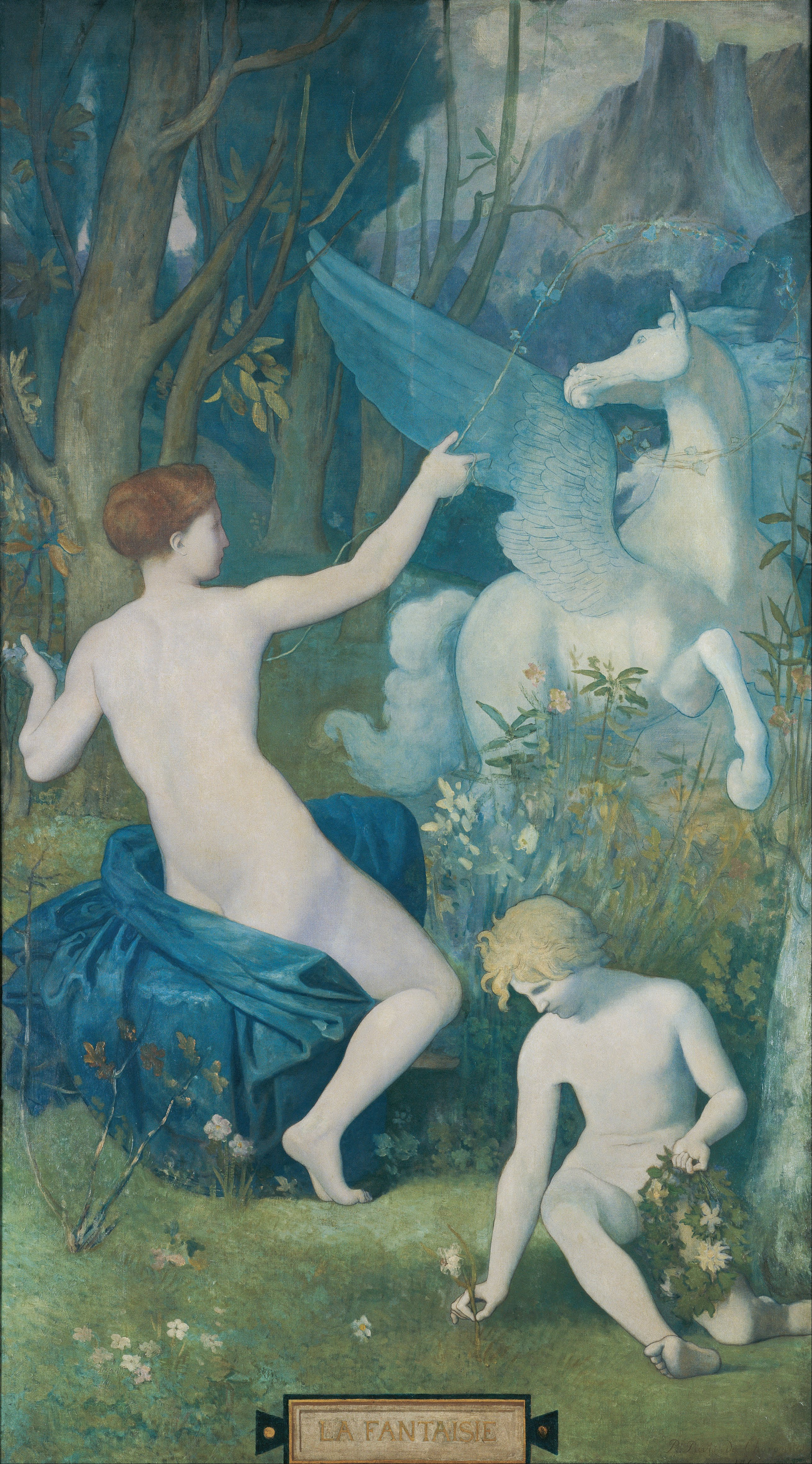
La fantasia, alla Ohara Museum of Art di Kurashiki, in Giappone.

Pierre-Cécile Puvis nacque in un sobborgo di Lione, figlio di un ingegnere minerario, Marie Julien César Puvis, discendente da un'antica e nobile famiglia della Borgogna, e Marguerite Guyot . Solo in seguito aggiunse "de Chavannes" al suo cognome, con lo scopo di acquisire più prestigio.
Compì i suoi studi al Liceo Enrico IV di Parigi, seguendo in particolare i corsi di Retorica,  di Filosofia e di Diritto, con l'intenzione di seguire la professione paterna. Ma nel 1844 e nel 1845 si ammalò e dovette recarsi in convalescenza a Mâcon. Si recò poi in Italia e vi trascorse un anno. L'incontro con le opere dei grandi maestri italiani e con lo stesso paesaggio italico gli dischiusero nuove prospettive e sconvolsero i suoi programmi per il futuro. Al suo ritorno annunciò di voler rinunciare agli studi di ingegneria per divenire un pittore.
Si stabilì così in un ampio studio presso la Gare de Lyon e iniziò a seguire i corsi di Henry Sheffer. A questi primi studi seguì un secondo soggiorno di studio in Italia, quindi, rientrato a Parigi, per breve tempo si recò nell'atelier di Eugène Delacroix, ma costui, per ragione di salute, cessò la sua attività. Puvis decise allora di continuare il suo apprendistato nella scuola di Thomas Couture.

Gli studi di Puvis non seguirono però la prassi consueta. Egli preferì frequentare irregolarmente i maestri e lavorare spesso da solo. Di sua iniziativa, inoltre, si iscrisse ad un corso di anatomia presso l'Accademia di Belle arti.
Ciò che lo colpì maggiormente in quegli anni, e che lo influenzò non poco, furono le grandi pitture murali di Théodore Chassériau, ma tutti questi insegnamenti e queste passioni risultarono evidentemente dispersive, per cui egli riuscì ad esprimersi compiutamente e a trovare la sua strada solo all'età di 30 anni, quando realizzò con soddisfazione la decorazione della sala da pranzo della residenza di campagna di suo fratello con la pittura murale: Scene di caccia, seguita da Le quattro stagioni e Il ritorno del figliuol prodigo (1854).
Nel frattempo aveva iniziato a esporre al Salon già dal 1850, debuttando con La morte di Cristo, Ragazzo negro, La lezione di lettura e un Ritratto di uomo. Ma gli inizi al Salon non furono facili. Le sue tele furono rifiutate diverse volte e, quando furono accettate, Puvis dovette subire pesanti critiche. Solo nel 1861 conobbe il successo con due opere: La guerra e La pace, di cui la prima gli fu acquistata dallo Stato; questo riconoscimento gli procurò una certa stima dei critici e finalmente una buona notorietà.
Puvis sviluppò il tema della Pace, completandolo nel 1863 con Il riposo e Il lavoro e nel 1875 con Ave Picardia nutrix. L'insieme di queste opere, eccezionale sia sotto il profilo tematico che sotto l'aspetto stilistico, appare assai rappresentativo dell'innovazione che Puvis introdusse nei temi allegorici, temi in cui egli divenne il più efficace interprete della fine del 1800.
Spinto dal successo, al suo piccolo studio di Pigalle affiancò un ampio atelier a Neuilly-sur-Seine. Nel 1856, frequentando lo studio di Chassériau, Puvis conobbe la principessa romena Marie Cantacouzène con la quale iniziò una relazione che sarebbe durata tutta la vita. Ella infatti svolse un ruolo determinante nella sua esistenza, divenendo la sua compagna di vita, la sua collaboratrice e ispiratrice. Egli la ritrasse nel 1883 e ne fece anche la sua modella in diverse importanti occasioni, come la Salomé nella Decapitazione di San Giovanni Battista, la Radegonde e nella serie della Vita di Santa Genoveffa per il Panthéon di Parigi.

Pierre e Marie decisero di sposarsi solo nel 1897, meno di un anno prima che la morte li cogliesse entrambi a distanza di due mesi.
Puvis realizzò grandi opere murali: nel Palazzo Longchamp di Marsiglia (1867-1869), nel Municipio di Poitiers (1870-1875), nel Municipio di Parigi (1887-1894), nella Biblioteca pubblica di Boston (1881-1896). E inoltre tre notevolissime serie di dipinti: nel Panthéon di Parigi, dove illustrò la vita di Santa Genoveffa (1874-1878, completata nel 1893-1898), nella scalinata del Museo di Belle arti di Lione (1884-1886) che illustra il Bosco sacro alle Arti e alle Muse, completata con Visione antica e Ispirazione cristiana, nonché da due personaggi raffiguranti il Rodano e la Saône. Infine la grande decorazione dell'Anfiteatro della Sorbona (1886-1889), dove sviluppò ulteriormente il tema del "Bosco sacro".
Tutti questi lavori furono studiati, copiati, replicati, trasferiti su cartoni di preparazione da parte di altri pittori. Ciò rese assai popolare l'opera di Puvis, specialmente all'estero. E, grazie a questa vastissima attività decorativa, ma altresì per le sue tele da cavalletto realizzate con un particolare e innovativo stile simbolista, Puvis de Chavannes conquistò l'ammirazione di un'intera generazione di artisti, influenzando non solo i pittori idealisti come Odilon Redon, Henri Martin, Alphonse Osbert, Alexandre Séon, Émile-René Ménard e Ary Renan, ma anche i pittori Nabis e con loro Paul Gauguin, Georges Seurat e Maurice Denis. Persino il giovane Picasso ne subì l'influenza in diverse opere giovanili che appaiono evidentemente debitrici nei confronti dell'opera di Puvis.
Nel 1880 con Jean-Louis-Ernest Meissonier, Carolus-Duran, Frédéric Montenard, Félix Bracquemond, Jules Dalou e Auguste Rodin fondò la "Société nationale des beaux-arts" di cui divenne in seguito vicepresidente e presidente alla morte di Meissonier.

Ricevette la nomina di Cavaliere della Legion d'Onore nel 1867, di Ufficiale dieci anni dopo e infine di Commendatore nel 1889. Nel 1882 gli fu conferita la "Medaglia d'Onore".
Puvis ebbe diversi allievi, fra i quali spiccano Henry Daras, Victor Étienne Cesson, Charles Cottet, Marcel-Paul Meys, Adrien Karbosky, la finlandese Maria Wiik e la danese Anna Ancher. Suo pupillo fu il pittore Georges de Feure.
Nel 1898, poco dopo il suo matrimonio, la moglie Marie Cantacouzène morì ed egli, già ammalato, la seguì due mesi dopo, il 24 ottobre alle sei della sera. Puvis fu sepolto nel Cimitero Antico di Neuilly-sur-Seine.
Per l'autenticazione delle sue opere la sola autorità riconosciuta dagli aventi diritto è il "Comitato Pierre Puvis de Chavannes".

## L'arte

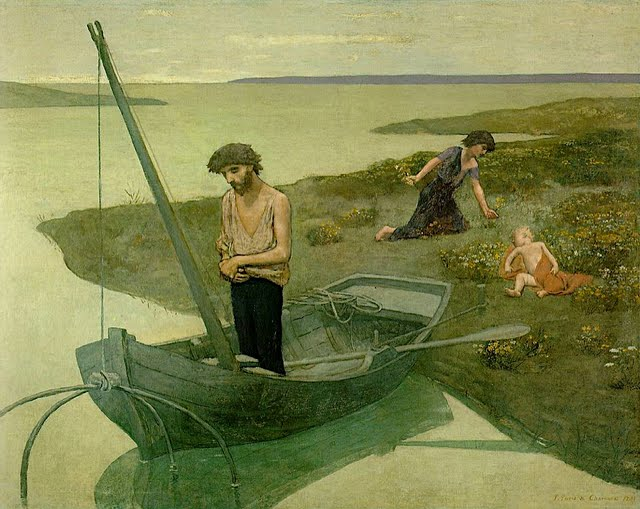
Il povero pescatore.

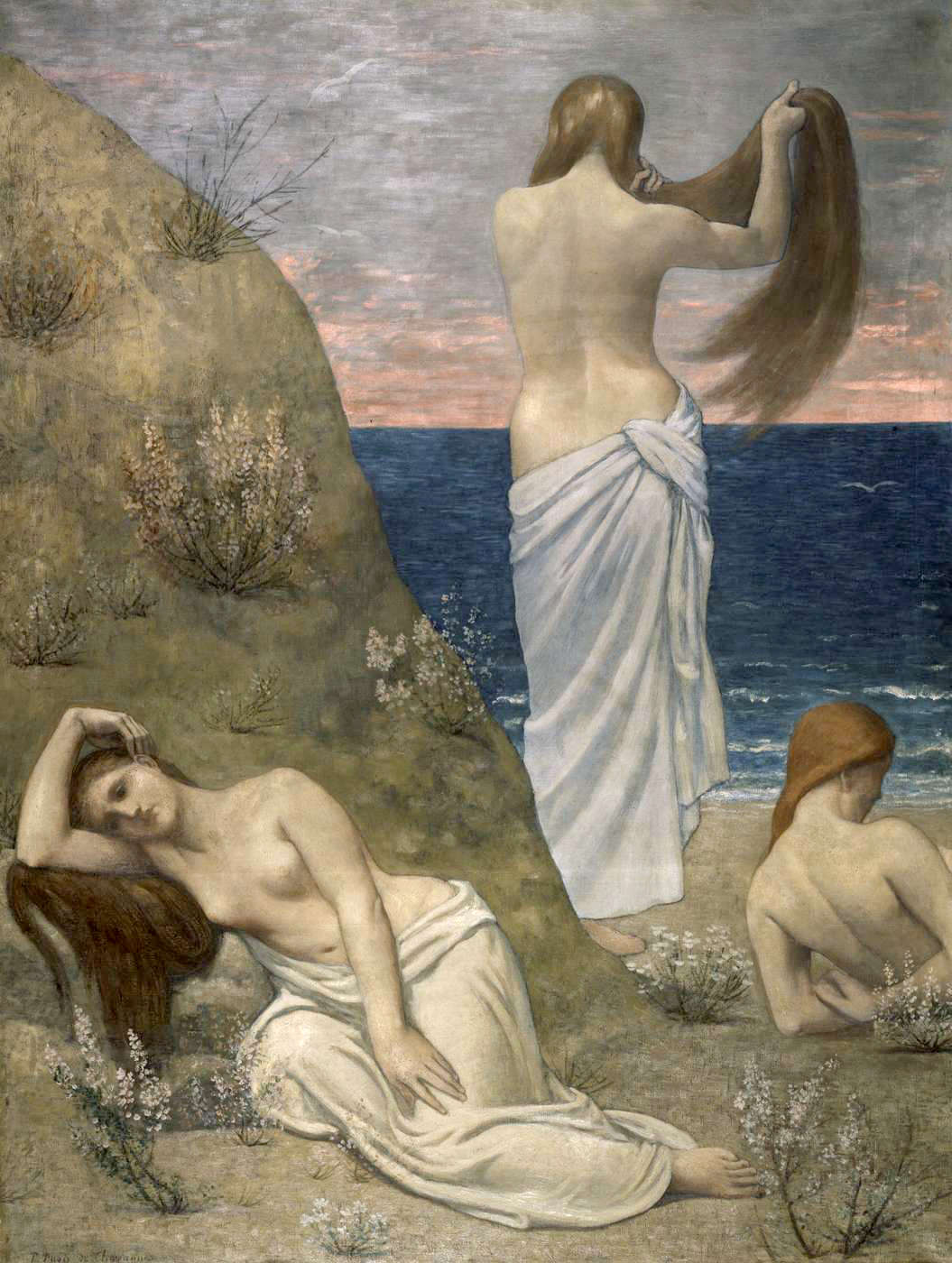
Fanciulle in riva al mare.

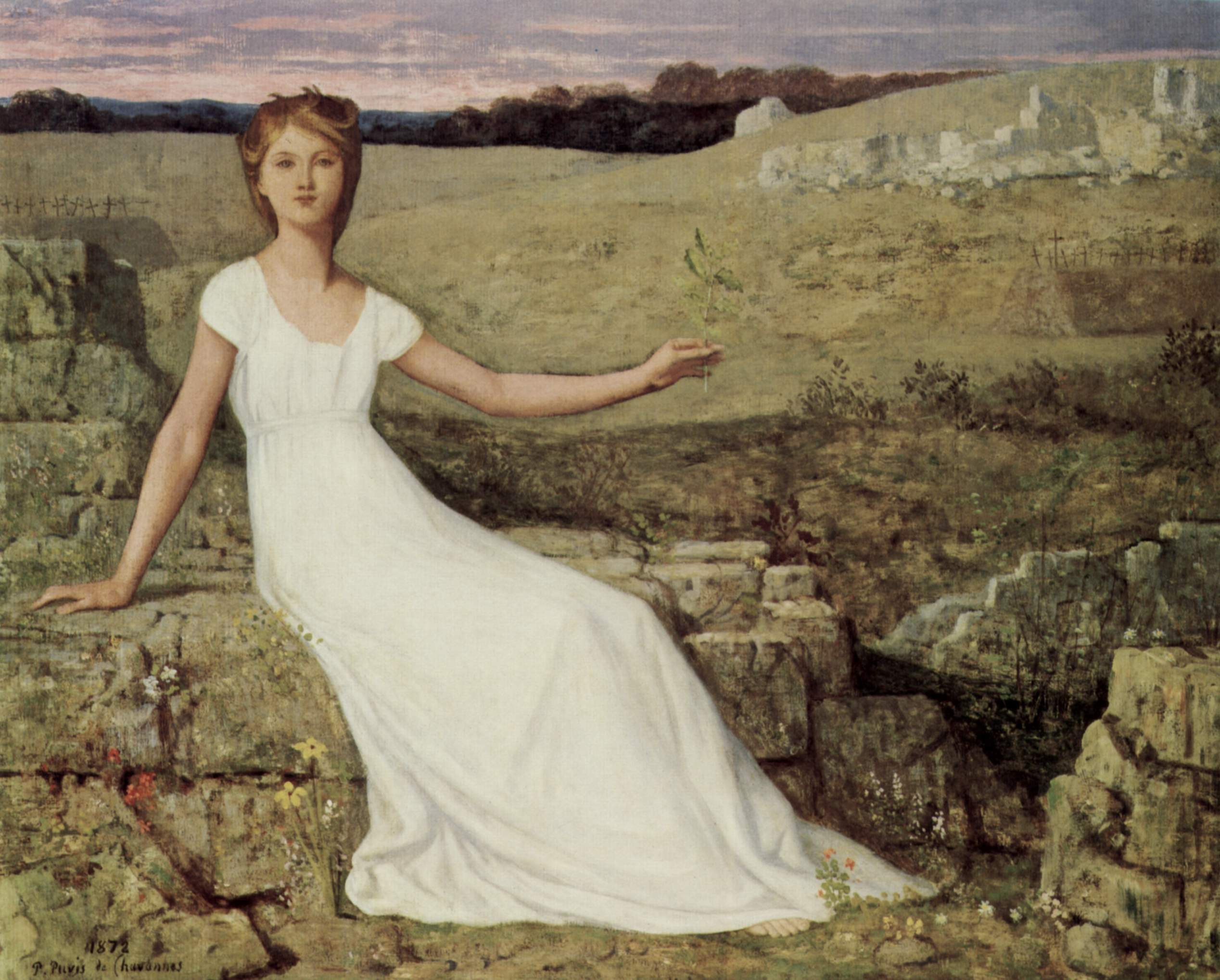
La Speranza.

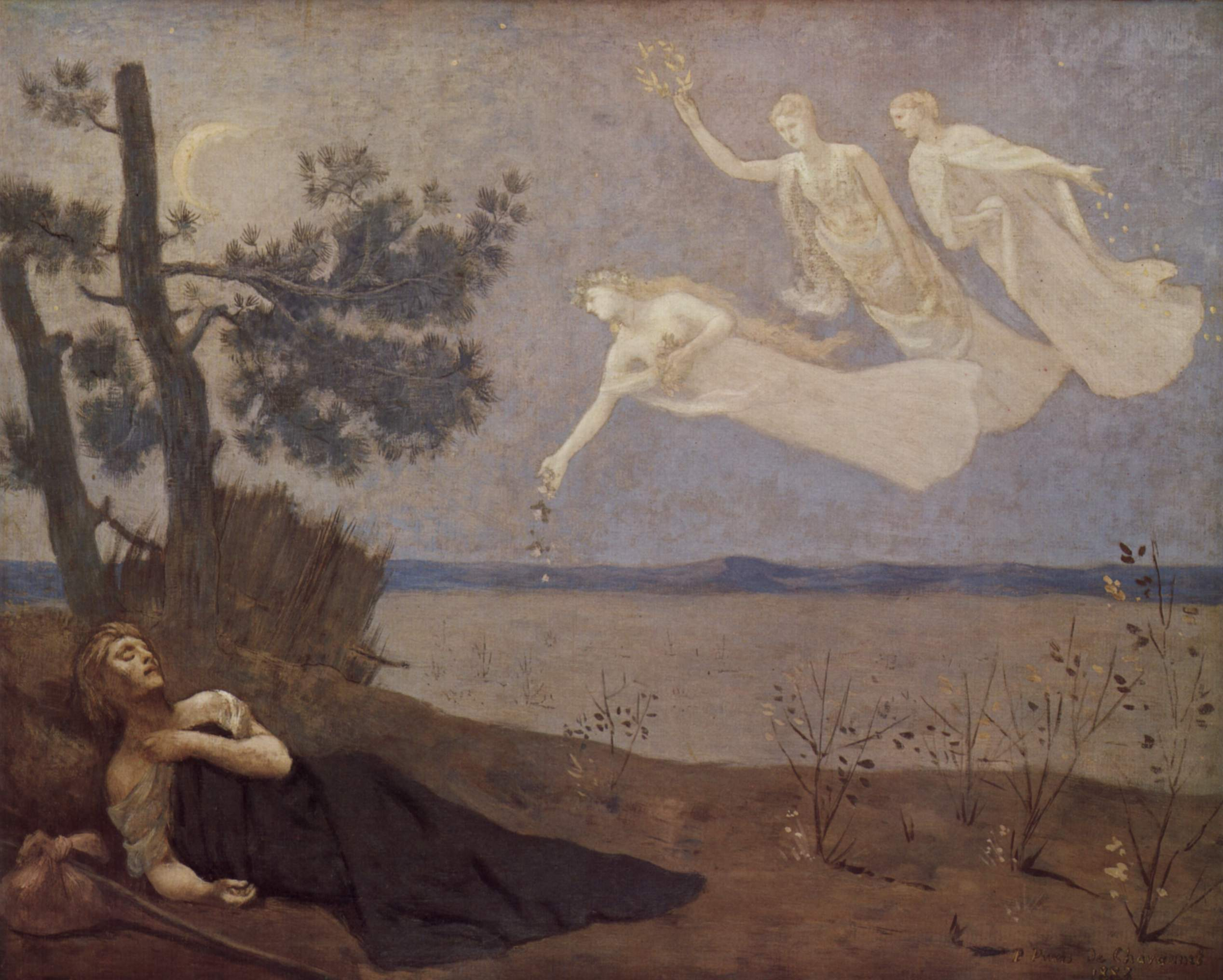
Il sogno (1883), alla Walters Art Museum di Baltimora.

L'arte di Puvis si esprime attraverso il recupero di un classicismo più sognato che vissuto, il quale assume una configurazione al di fuori dello spazio e del tempo. Essa si manifestò all'indomani della crisi seguita alla guerra franco-prussiana (1870), all'esperienza della Comune, alla Terza Repubblica e al relativo bisogno di pacificazione.
Una delle sue opere più note e significative, Fanciulle in riva al mare del 1879, impostata su un'architettura compositiva a grande scala, palesa un nuovo e più profondo significato del classicismo, del neo-impressionismo e dello stesso simbolismo. L'espressione rassegnata e malinconica delle giovani donne è estremamente lontana dalle opere realistiche manierate dell'art pompier, dai significati retorici della magniloquenza della scuola accademica, così come da un certo distacco umano del tardo impressionismo, con la sua grande focalizzazione del colore.
In effetti la tavolozza di Puvis de Chavannes è invece molto sobria, spesso persino austera, e sembra, ma non sempre, rifuggire da cromatismi esuberanti.
Molto espressivo in questo senso, e molto ammirato, fu il quadro Le pauvre pêcheur (Il povero pescatore) del 1881, che riassume molti caratteri tematici e cromatici dell'opera dell'artista.
Come tutti i simbolisti Puvis appare assai più preoccupato di dipingere "atmosfere" e stati d'animo collettivi, mondi allegorici ma silenziosamente umanizzati, che non autentici personaggi. Con le dovute eccezioni, come ad esempio il ritratto della sua amata compagna di vita Marie Cantacouzène, ritratta in età matura.
Émile Zola descrisse l'opera di Puvis come un'arte fatta di «ragione, passione e volontà».

## Cronologia[11]
1824. Nasce a Lione il 14 dicembre.
1844. 20 anni. Si prepara ad entrare all'École Polytechnique, ma si iscrive alla Facoltà di Legge.
1846. 22 anni. Sceglie di dedicarsi alla pittura. Entra nello studio del pittore Henry Scheffer.
1847. 23 anni. Viaggio in Italia con Baudron de Vermeron.
1850. 26 anni. Entra nell'atelier di Thomas Couture, poi in quello di Eugène Delacroix.
1851. 27 anni. Si stabilisce a Place Pigalle. Espone per la prima volta al Salon.
1854. 30 anni. Prima pittura decorativa: Ritorno dalla caccia, per la casa di campagna di suo fratello.
1856. 32 anni. Conosce Marie Cantacouzène e inizia una relazione che durerà tutta la vita.
1861. 37 anni. Realizza La Pace e  La Guerra.
1863. 39 anni. Realizza Il lavoro e Il Riposo.
1867. 43 anni. È nominato Cavaliere della Légion d'honneur.
1870. 46 anni. Dipinge La decapitazione di San Giovanni Battista.
1872. 48 anni. È membro della giuria del Salon di pittura.
1875. 52 anni. Decorazione al Panthéon: L'infanzia di Santa Genoveffa.
1877. 53 anni. È nominato Ufficiale della Légion d'honneur.
1884. 60 anni. Realizza Il bosco sacro caro alle Arti e alle Muse.
1887. 63 anni. Decorazione dell'anfiteatro della Sorbona.
1889. 65 anni. Decorazione nel Municipio di Parigi - È nominato Commendatore della Légion d'honneur.
1890. 66 anni. Con Jean-Louis-Ernest Meissonier, Auguste Rodin e altri fonda la "Société nationale des beaux-arts". Si rifiuta di esporre a Berlino.
1894. 70 anni. Decora la Biblioteca di Boston.
1897. 73 anni. Sposa Marie Cantacuzène e si stabilisce in Avenue de Villiers 89. A fine anno si ammala.
1898. 74 anni. In agosto Marie muore. Puvis muore due mesi dopo, il 24 ottobre, a Parigi.

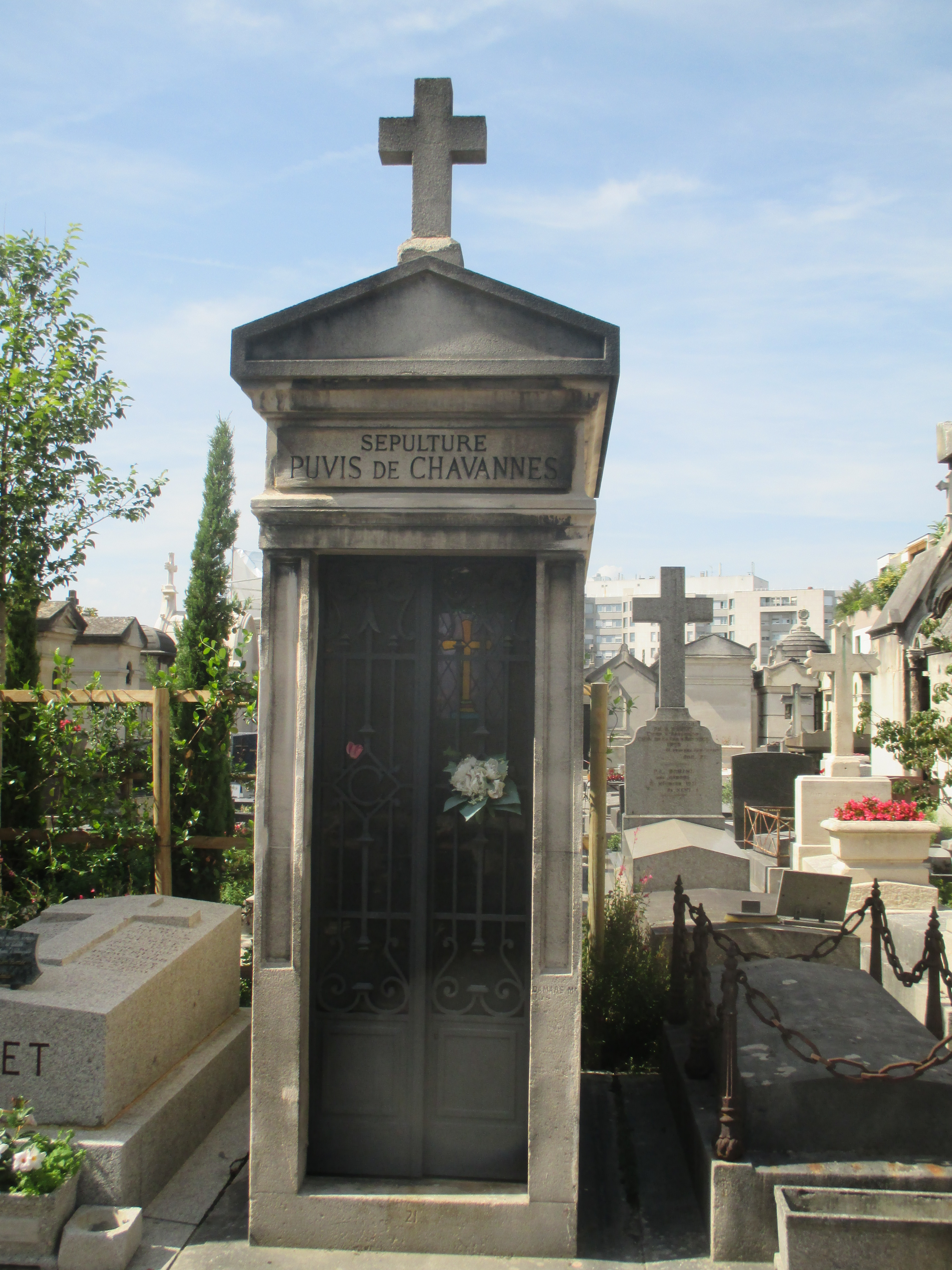
Tomba in Neuilly-sur-Seine.

## Opere principali

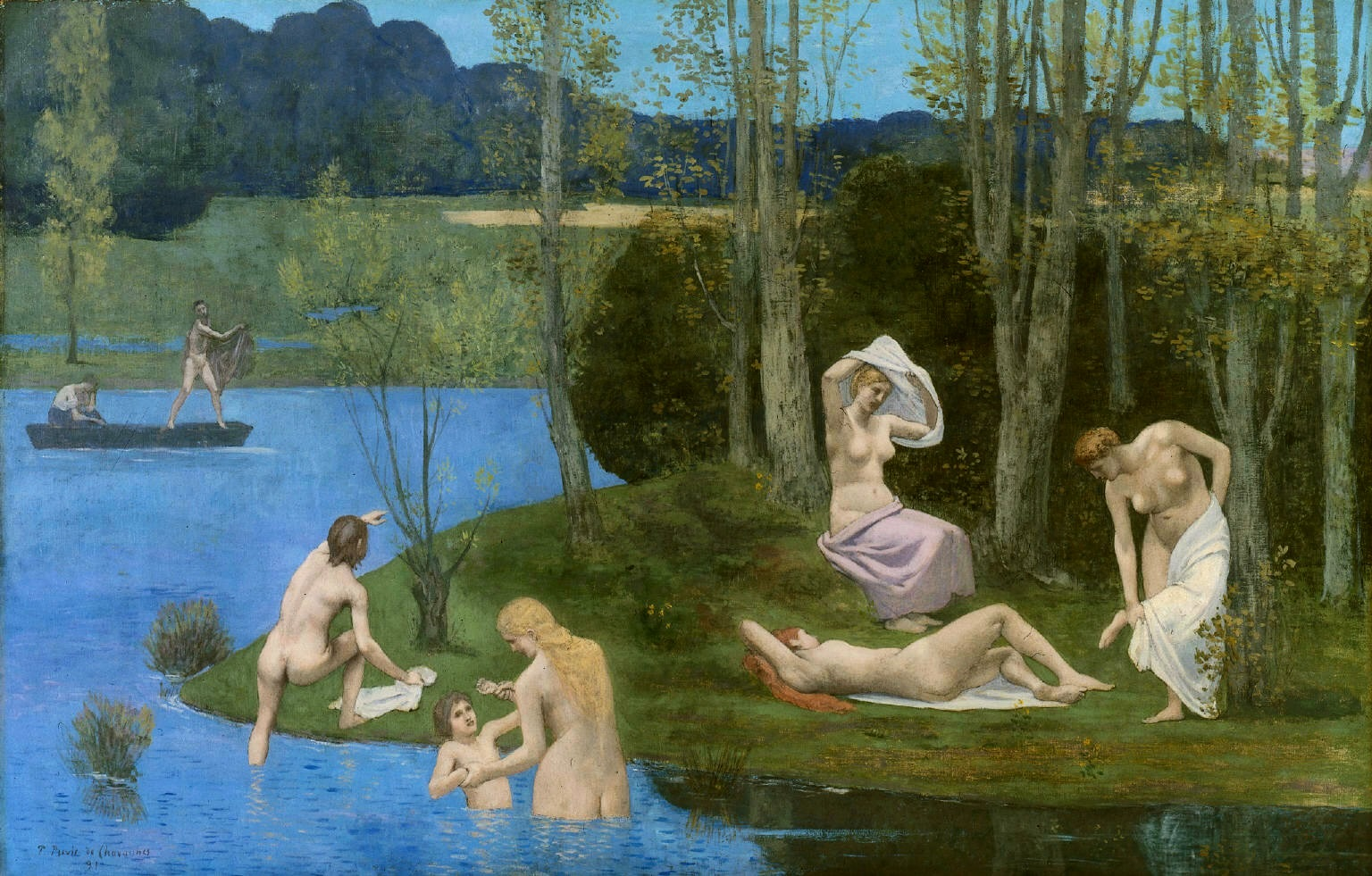
L'estate.

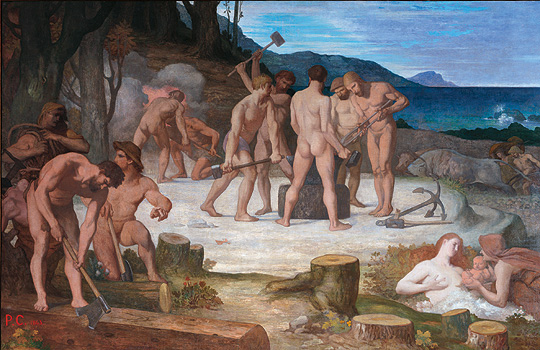
Il lavoro.

- La Madeleine,  Museo di Belle arti di Budapest, 1897 - (La Maddalena)
- La Gardeuse de chèvres, Museo delle Orsoline, Mâcon, 1893  - (La guardiana di capre)
- Doux Pays,  Museo Bonnat, Bayonne, 1882 - (Dolci paesi)
- Retour de Chasse,  Museo di Belle arti di Marsiglia, 1859 - (Ritorno dalla caccia)
- Orfeo,  Nasjonalgalleriet, Oslo, 1896
- Omero, (la Poésie épique),  Museum of Fine Arts, Boston, 1896
- L'Été,  Museum of Art, Cleveland, 1891 - (L'estate)
- Les Baigneuses, Museo di belle arti dell'Ontario, Toronto, 1890 - (Le bagnanti)
- Les Jeunes filles et la mort, - Sterling and Francine Clark Art Institute, Williamstown, 1872 - (Le fanciulle e la morte)
- Vie de sainte Geneviève, Fogg Art Museum, Cambridge (Massachusetts), 1879 - (Vita di Santa Genoveffa)
- Le Sommeil, Palazzo di Belle arti di Lilla, 1867 - (Il sonno)

Al Museo della Piccardia di Amiens
- Concordia, 1861 - (La concordia)
- Bellum, 1861 - (La guerra)
- Le Travail, 1863  - (Il lavoro)
- Le Repos, 1862 - (Il riposo)
- Le Cidre, 1864 - (Il sidro)
- Ave Picardia Nutrix, 1865
- Pro Patria Ludus, 1882
- L'Étude - (Lo studio)
- La Contemplation - (La contemplazione)

Al Musée d'Orsay, Parigi
- Le Rêve, 1883 - (Il sogno)
- Le Pauvre Pêcheur, 1881 - (Il povero pescatore)
- La Jeune Mère ou la Charité, 1887 - (Giovane madre o La Carità)
- Vue sur le château de Versailles et l'Orangerie, 1871 - (Vista sul castello di Versailles e l'Orangerie)
- L'Espérance, 1871-1872 - (La speranza)
- Jeunes Filles au bord de la mer, 1879 - (Fanciulle sulla riva del mare)
- Le Pigeon, 1871[12] - (Il piccione)
- Le Ballon, 1870[13] - (Il pallone)
- La Toilette, 1883  - (La toletta)
- Saint-Sébastien, 1854 - (S. Sebastiano)
- Le Recueillement, 1866 - (Il raccoglimento)
- L'Histoire - (La Storia)
- La Vigilance - (La Vigilanza)
- La Mort et la vierge - (La morte e la vergine)
- Marie Madeleine à la Saint Baume - (Maria Maddalena alla Saint Baume)
- Sainte Geneviève - (Santa Genoveffa)
- L'Espérance (nu) - (La speranza - nudo)
- Femme nue, vue par arrière - (Donna nuda vista da dietro)

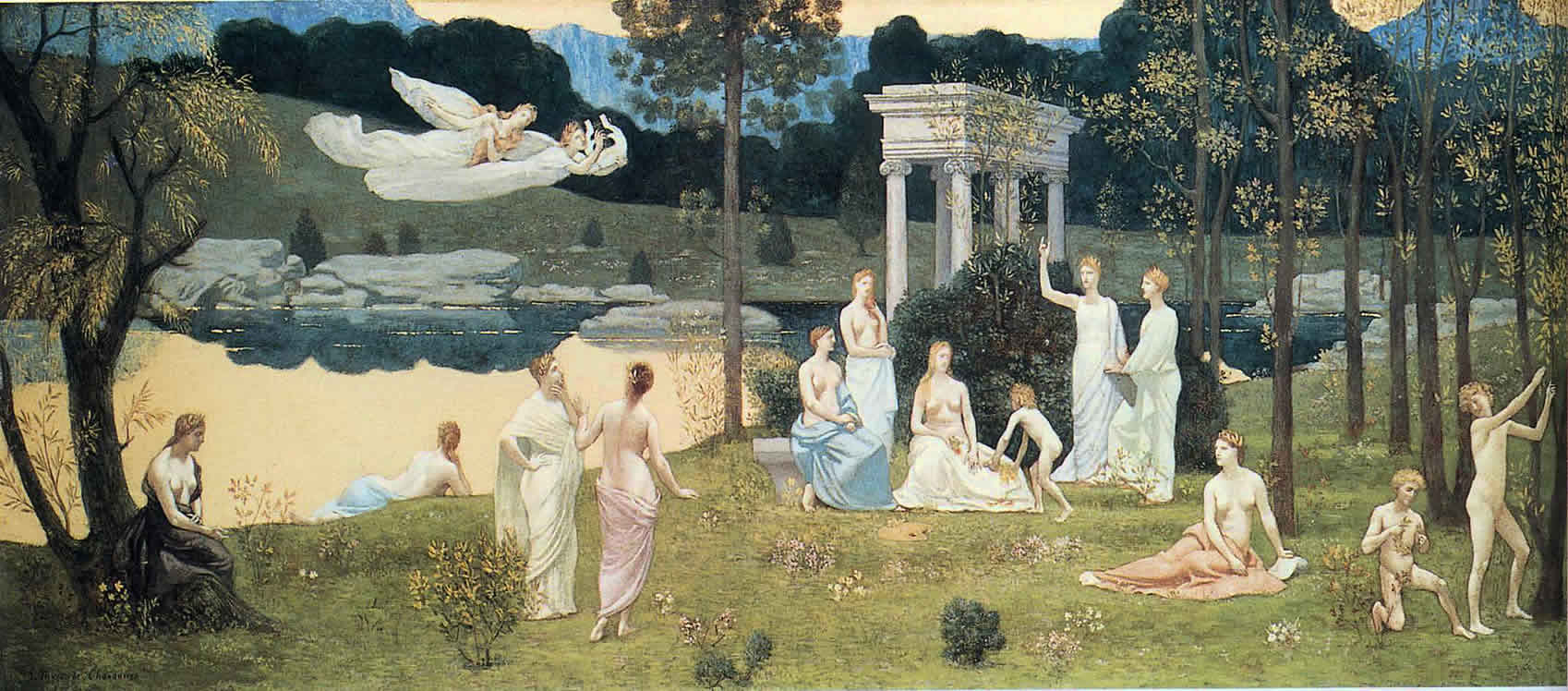
Le arti e le muse.

- Le Bois Sacré - (Il bosco sacro)

## Mostre
- 1850: Esposizione universale.
- 1861: Esposizione universale (Medaglia di 2ª classe).
- 1867: Esposizione universale (Medaglia di 3ª classe).
- 1887: National Academy of Design, New York.
- 2002: Palazzo Grassi, Venezia.
- 2005-2006: Museo della Piccardia, Amiens.

## Il Premio Puvis de Chavannes

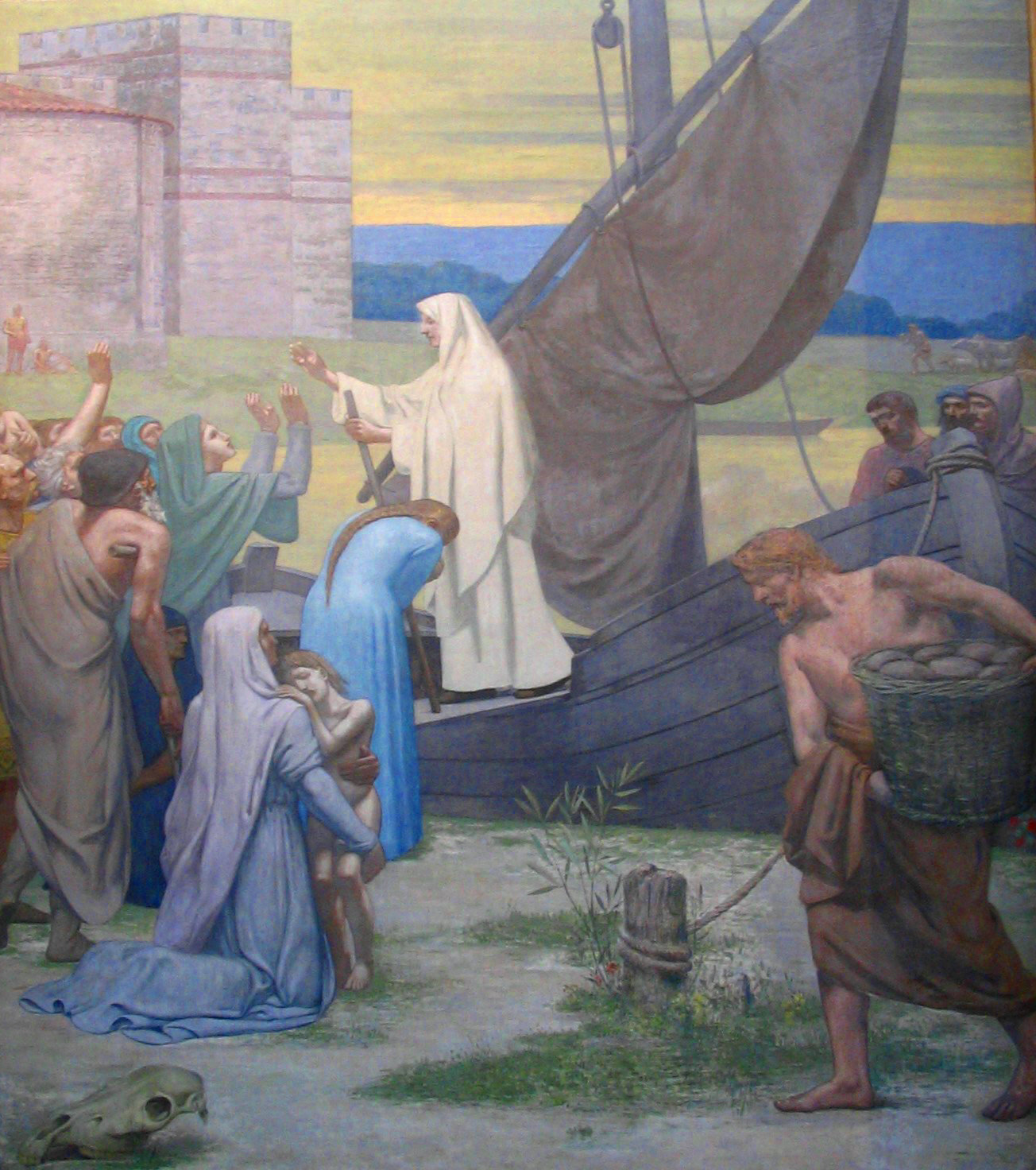
Santa Genoveffa.

Fondato nel 1928, questo premio viene assegnato ad un artista dalla "Société nationale des beaux-arts" e consiste in una mostra retrospettiva dell'opera dell'artista premiato al Museo d'arte moderna di Parigi o al Grand Palais. Hanno conseguito questo premio in particolare i seguenti artisti:
- 1941 - Willem van Hasselt
- 1944 - Jean-Gabriel Domergue
- 1952 - Tristan Klingsor
- 1957 - Georges Delplanque
- 1957 - Albert Decaris
- 1958 - Jean Picart le Doux
- 1963 - Maurice Boitel
- 1966 - Pierre Gaillardot
- 1968 - Pierre-Henry
- 1969 - Louis Vuillermoz
- 1970 - Daniel du Janerand
- 1971 - Jean-Pierre Alaux
- 1975 - Jean Monneret
- 1981 - Jean Baudet
- 1983 - Rodolphe Caillaux
- 1987 - André Hambourg
- 1991 - Gaston Sébire
- 1993 - Jean Cluseau-Lanauve
- 2006 - Paul Collomb

## Galleria d'immagini

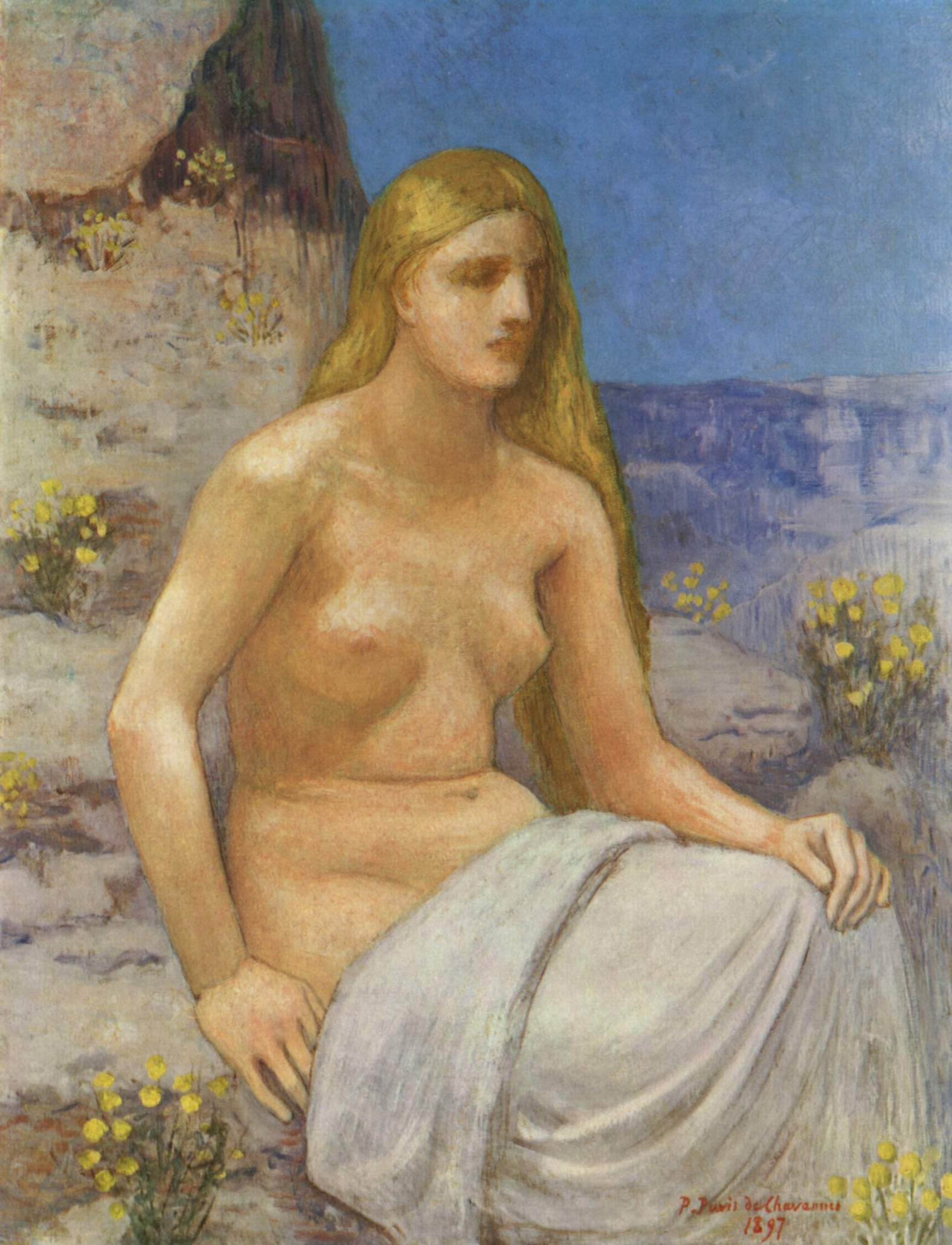
La Maddalena.
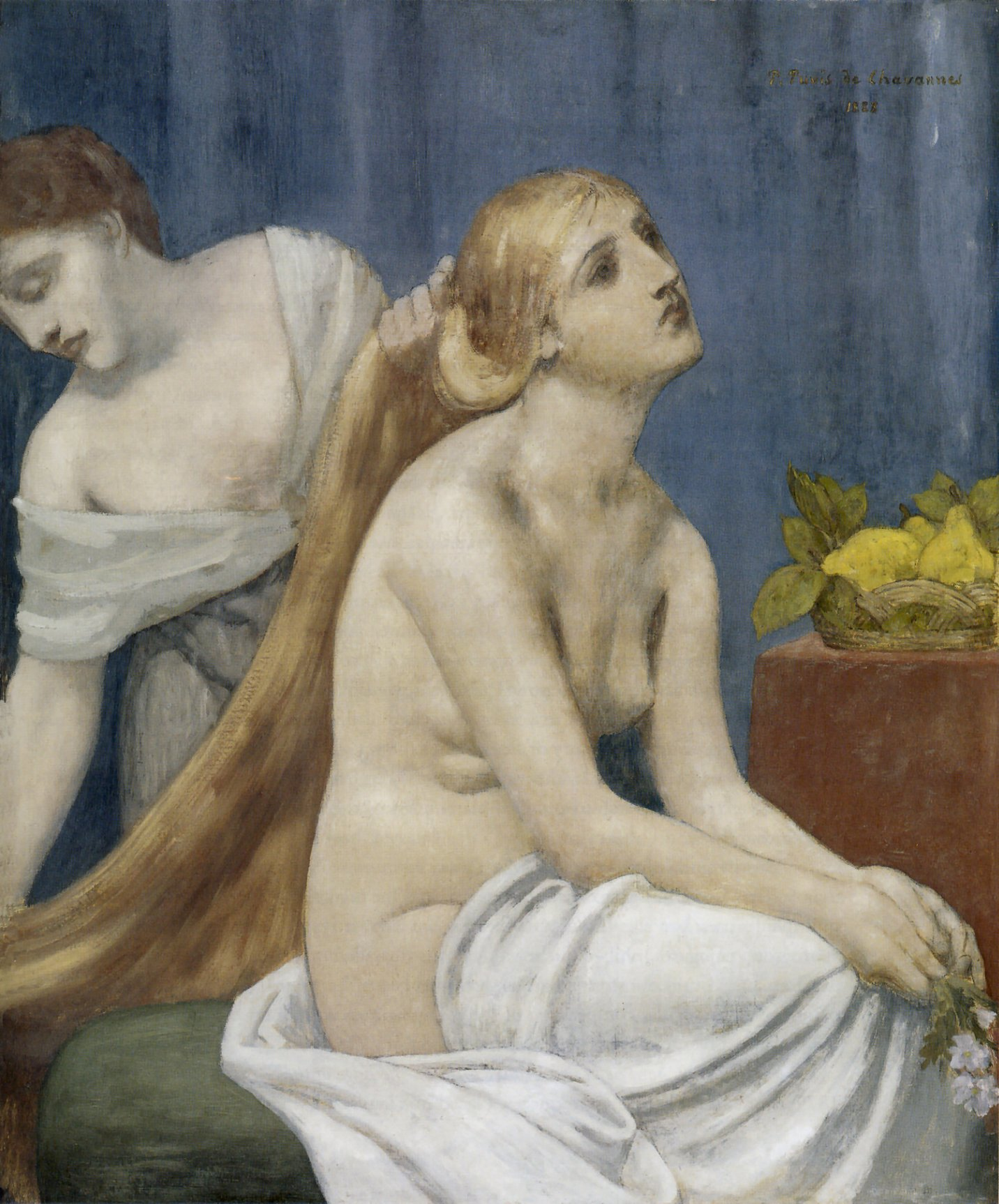
La toeletta.
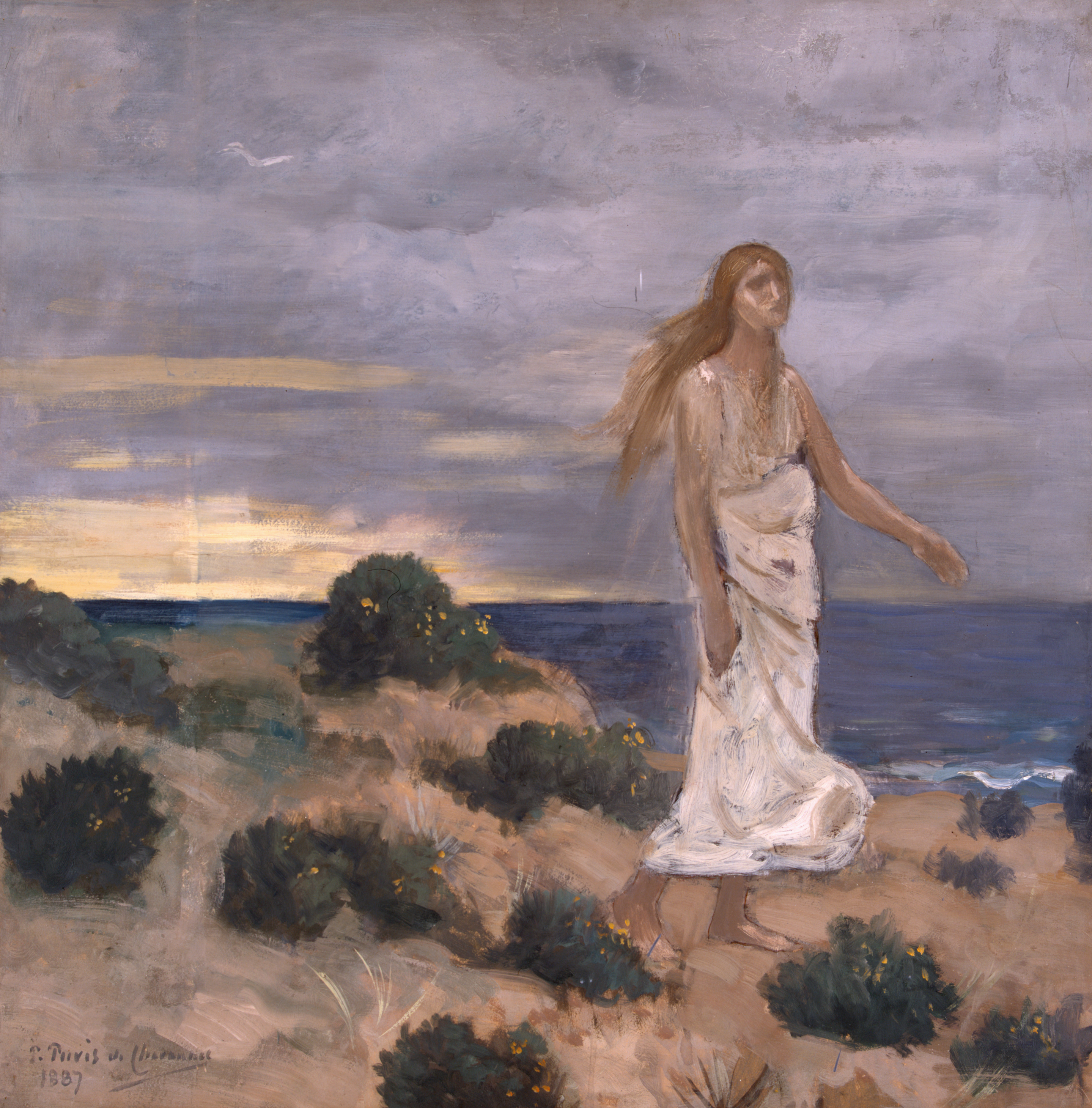
Donna sulla spiaggia.
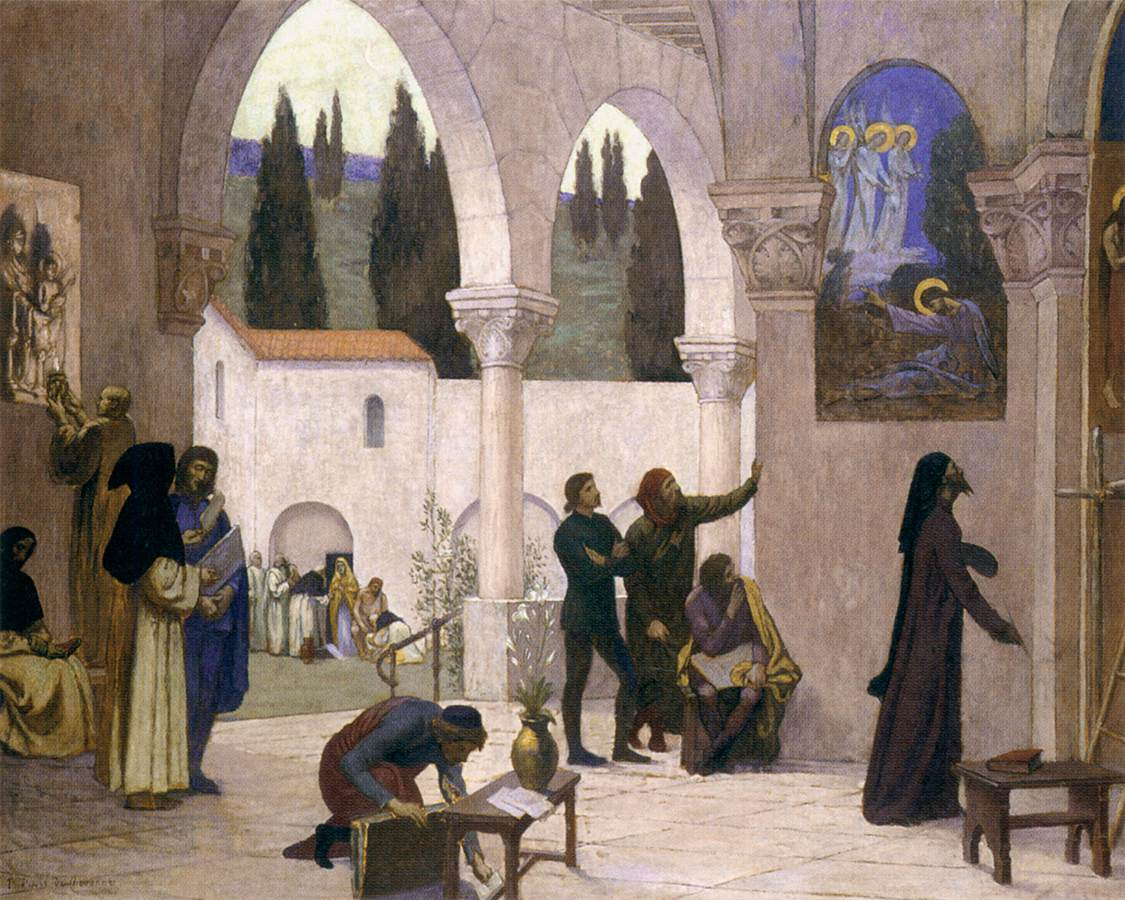
Ispirazione cristiana.
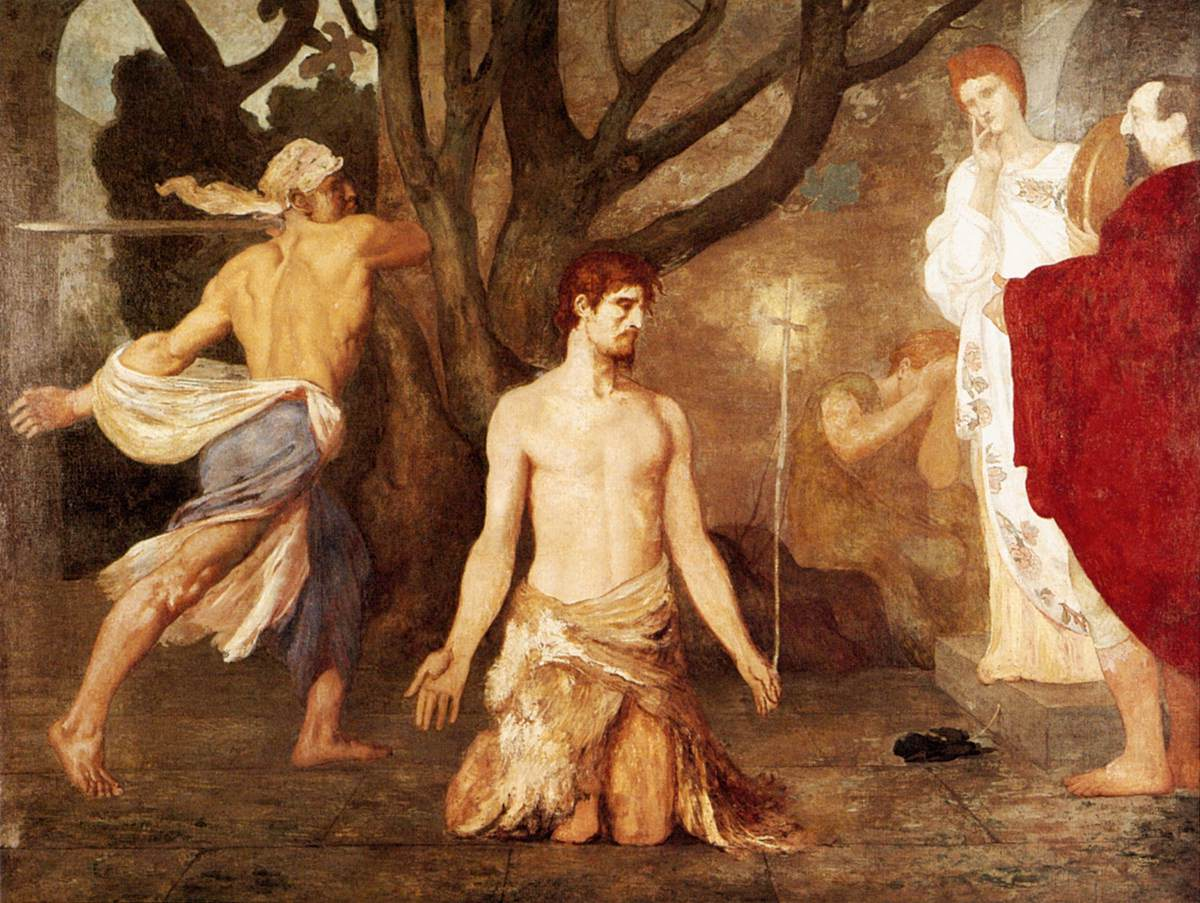
Decapitazione di San Giovanni Battista.
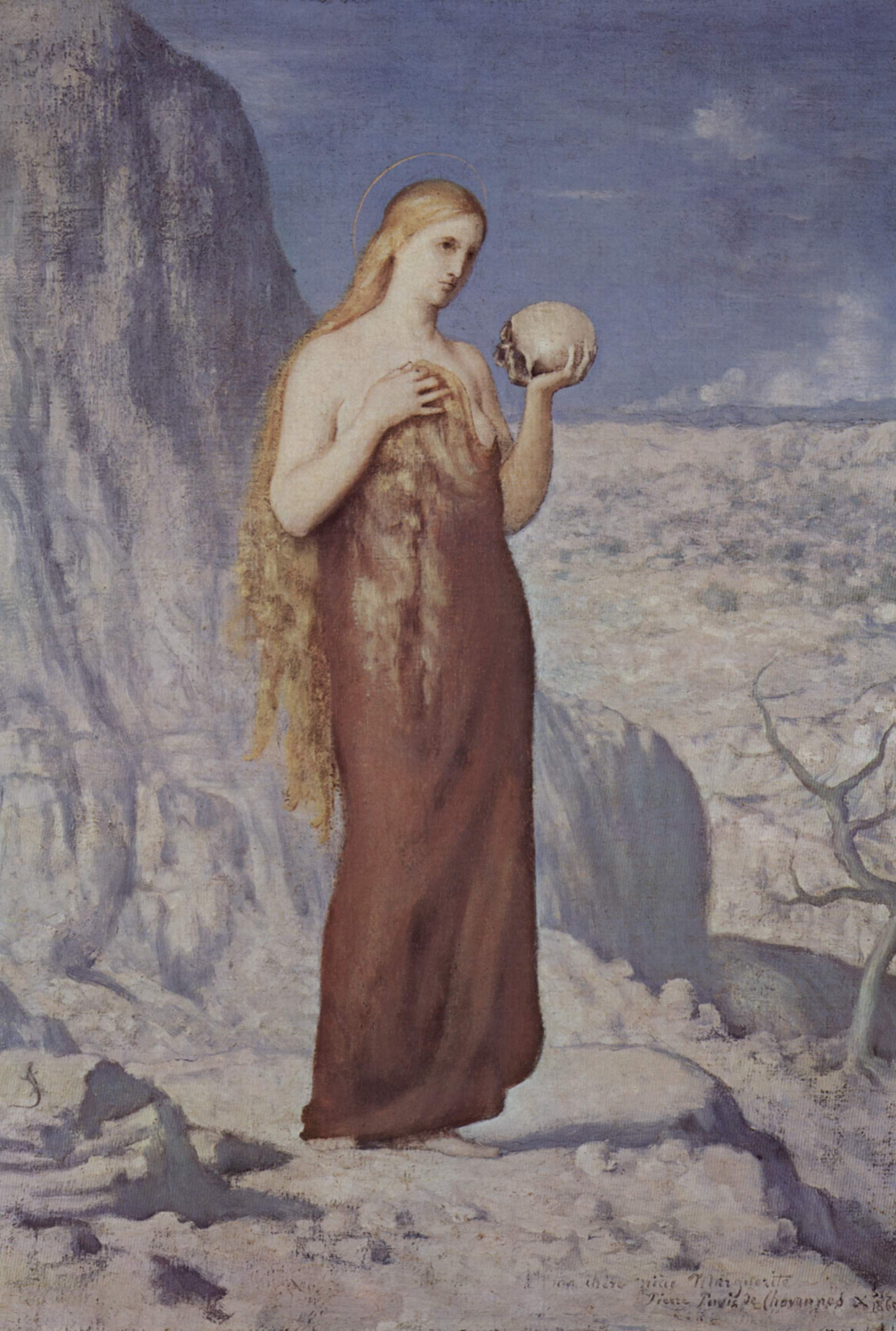
La Maddalena nel deserto.

## Note

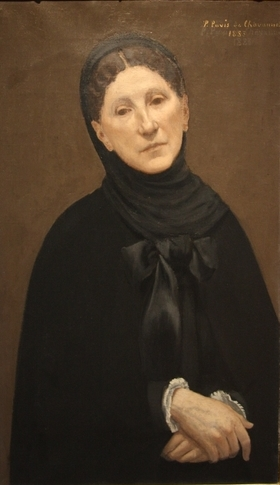
Marie Cantacouzène.

### Testi
- René-Jean, Puvis de Chavannes, Parigi, Felix Alcan, 1914.
- Bona Dominique, Berthe Morisot, Parigi, Librairie Générale Française, 2012.
- Henry Roujon (a cura di), Puvis de Chavannes, in Les peintres illustres, n. 27, Parigi, Pierre Lafitte, 1914.
- Jennifer L. Shaw, Dream States: Puvis De Chavannes, Modernism, and the Fantasy of France, Yale University Press, 2002, ISBN 0-300-08382-3.
- A. Brown Price, Pierre Puvis de Chavannes (Catalogo della mostra del Museo Van Gogh di Amsterdam), New York, Rizzoli, 1994.
- A. Brown Price, Pierre Puvis de Chavannes, 2 volumi, New Haven e Londra, Yale University Press, 2010.
- M. R. Levin, Republican Art and Ideology in Late Nineteenth Century France, Ann Arbor, UMI Research Press, 1986.

### Pubblicazioni
- W. H. Robinson, Puvis de Chavannes's "Summer" and the Symbolist Avant-Garde, in The Bulletin of the Cleveland Museum of Art, vol. 78, n. 1, 1991.